# Milde-Biese-Aland
Milde, Biese i Aland – nazwy górnego, środkowego i dolnego cieku 97 km rzeki, jednego z dopływów Łaby. Rzeka ta nie ma nazwy dla całego odcinka. Leży w głównej części w Saksonii-Anhalt, z wyjątkiem ostatniego odcinka wraz z ujściem, które znajduje się w Dolnej Saksonii. W dorzeczu rzeki znajduje się spory obszar północnej Starej Marchii.

## Milde
Rzeka określana jako Milde ma źródło niedaleko Letzlingen, na południe od Gardelegen i płynie w kierunku północnym w stronę Łaby.
Jednym z bardziej znanych miejsc nad tą częścią rzeki poza Gardelegen jest oddalone od niego o 16 km Kalbe (Milde). To miasteczko nazywane jest, z powodu wielu mostów przerzuconych nad rzeką, Małą Wenecją. Za miastem zaczyna się Dolina Milde, jeden z bardziej malowniczych terenów w środkowej Starej Marchii. Następne 15 km dalej leży wioska Beese, od której pochodzi nazwa drugiej części rzeki.
Odcinek zwany Milde ma około 39 km długości.

## Biese
Od Beese rzeka uzyskuje nazwę Biese. Koło Osterburg (Altmark) łączy się z Uchte płynącą od Stendal. Na wysokości Seehausen rzeka ponownie zmienia nazwę.
Biese ma około 31 km długości.
Nazwę „Biese“ wprowadzili Holendrzy, którzy zostali tam ściągnięci przez Albrechta Niedźwiedzia w celu osuszenia Biese-Niederung. Słowo to oznacza w języku polskim roślinę sit, która rosła tam w owych czasach w dużych ilościach.

## Aland

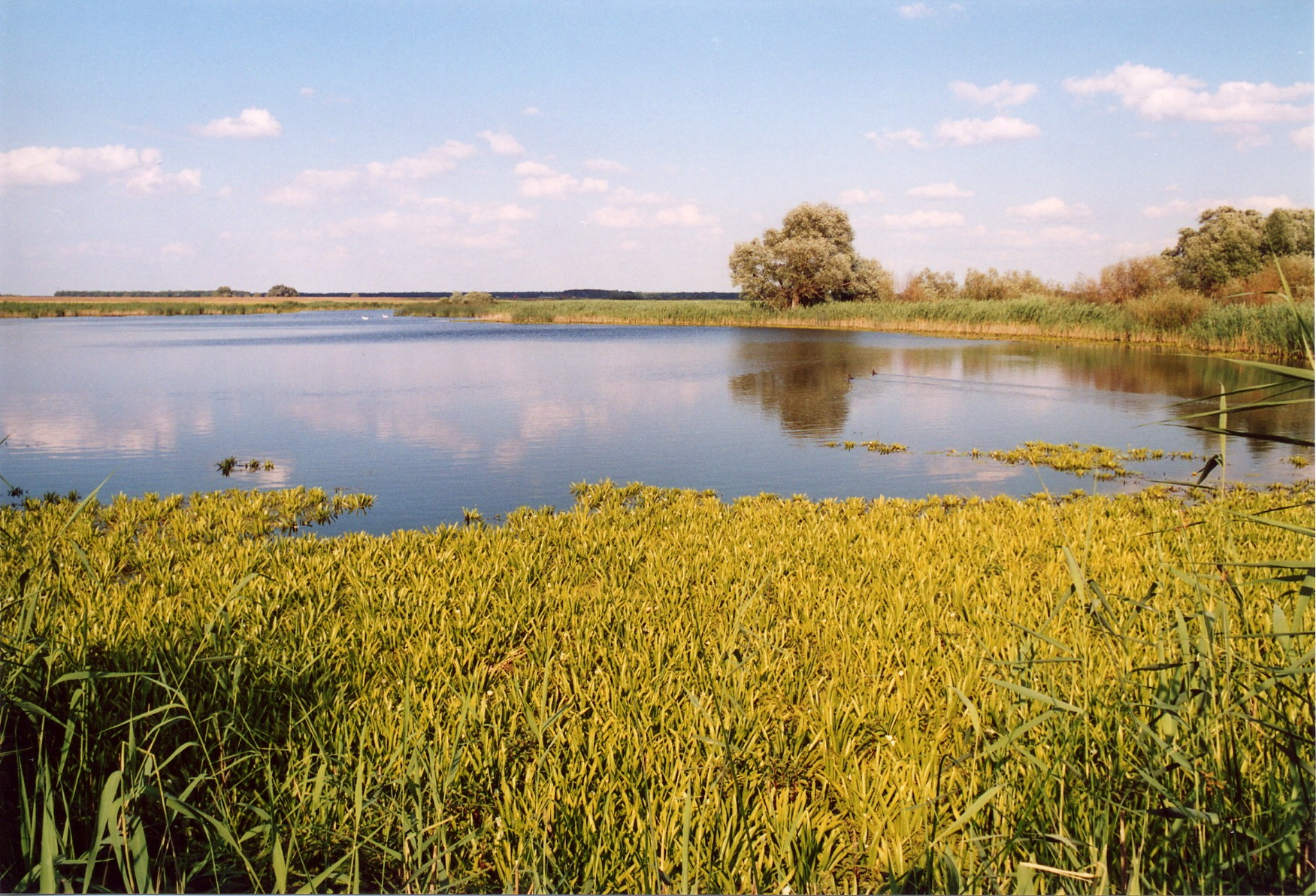
Jezioro (starorzecze) w obniżeniu Aland, w pobliżu ujścia rzeki

Od około Seehausen rzeka nazywa się Aland.
W dolnym cieku Aland wypływa ze Starej Marchii i wpływa w teren powiatu Lüchow-Dannenberg, gdzie po prawie dwóch kilometrach uchodzi przy Schnackenburgu do Łaby. Większa część cieku znajduje się na obszarze pradoliny Łaby.
Aland ma około 27 km długości.